# Anacroneuria acutipennis
Anacroneuria acutipennis és una espècie d'insecte plecòpter pertanyent a la família dels pèrlids que es troba a Centreamèrica.